# Angela's Ashes (саундтрек)
Angela's Ashes — саундтреки, на лейблі Sony Classical, з фільму 1999 року Анжели Попіл у головній ролі Емілі Уотсон і Роберт Карлайл. Оригінал оцінки був складений Джоном Вільямсом. Ротація була спочатку у світі з 7 грудня 1999 року.
Альбом був номінований на Оскар за найкращий оригінальний саундтрек (де він втратив до номінації The Red Violin), і для Золотий глобус за найкращий оригінальний рахунок (де він потрапив до номінації La leggenda del pianista sull'oceano).

## Трекліст
1. "Theme from «Angela's Ashes» — 6:18
2. «My Story» — 2:19
3. «Angela's Prayer» — 4:47
4. «My Dad's Stories» — 1:55
5. «Lord, Why Do You Want the Wee Children» — 4:03
6. «Plenty of Fish and Chips in Heaven» — 3:41
7. «The Dippsy Doodle» — 1:30
  - Performed by Nat Gonella & His Georgians
8. «The Lanes of Limerick» — 3:37
9. «My Dad» — 3:31
10. «Pennies from Heaven» — 2:11
  - Performed by Billie Holiday
11. «My Mother Begging» — 3:46
12. «If I Were in America» — 2:34
13. «Delivering Telegrams» — 2:23
14. «I Think of Teresa» — 1:50
15. «Angels Never Cough» — 2:38
16. «Watching the Eclipse» — 3:00
17. «Back to America» — 2:38
18. «End Credit Reprise» — 6:16